# Ozola despica
Ozola despica là một loài bướm đêm trong họ Geometridae.